# Naples (Utah)
Naples je město v okresu Uintah County ve státě Utah ve Spojených státech amerických. K roku 2010 zde žilo 1 300 obyvatel. S celkovou rozlohou 16,9 km² byla hustota zalidnění 76,8 obyvatel na km².